# Friedrich Oeß
Friedrich Oeß (* 29. September 1859 in Eberbach; † 9. Februar 1941 in Neckarzimmern) war ein deutscher Binnenschiffer und Landwirt. Er machte zahlreiche bedeutende vorgeschichtliche Funde.

## Leben
Friedrich Oeß stammte aus einer Eberbacher Schifferfamilie und kam 1891 über die Heirat mit Christine Grimm nach Neckarzimmern. Bis in die 1920er Jahre befuhr er mit einem alten Holzschiff den Neckar, dann gab er die Schifferei auf und wandte sich der Kerbschnitzerei zu, mit der er Kästchen, Bilderrahmen, Stühle usw. schuf. Außerdem fertigte er Modelle von alten Schiffen und von Pfahlbauten für Unterrichtszwecke. In seinen späten Jahren war er in der Landwirtschaft seines Sohnes tätig.
1926 fand er beim Pflügen eines Ackers im Gewann Steinbuckeläcker das Relief eines Mithrasaltars aus der Römerzeit. Der Acker gehörte den Freiherren von Gemmingen, in deren historische Sammlung auf Burg Hornberg der Stein gelangte, wo er 1965 gestohlen wurde.
Als ab 1932 die Neckarkanalisierung begann, fanden nahe bei Oeß' Wohnhaus große Erdbewegungen zum Bau der Staustufe Neckarzimmern statt. Oeß entdeckte in den Erdmassen einen Steintorso aus grünlichem Sandstein, der möglicherweise zu einem römischen Merkur-Standbild gehörte. Im Bett des Neckars fand er während der Baumaßnahmen außerdem noch verschiedene Einbäume. Einer dieser Einbäume befindet sich heute im städtischen Museum in Eberbach, ein anderer soll im Heimatmuseum in Mosbach während des Zweiten Weltkriegs zu Heizzwecken verfeuert worden sein. Der Mosbacher Kreisdenkmalpfleger Palm erhielt von Oeß darüber hinaus zahlreiche versteinerte Muscheln und Pflanzen und leitete sie an Museen weiter.
Bei seinem Tod hinterließ Oeß eine große Zahl weiterer Fundgegenstände, deren Wert man aber 1941 nicht bemessen konnte, so dass ein Großteil seiner Hinterlassenschaft verlorenging.